# Gracie Abrams
Gracie Madigan Abrams (Los Angeles, 7 settembre 1999) è una cantautrice statunitense.
Il suo EP di debutto, Minor, è stato pubblicato il 14 luglio 2020 dalla Interscope Records. Il suo secondo EP, This Is What It Feels Like, è stato pubblicato il 12 novembre 2021, con i singoli Feels Like e Rockland.
Il suo album di debutto Good Riddance è stato pubblicato il 24 febbraio 2023, anticipato dai singoli Difficult, Where do we go now? e Amelie.
Il suo secondo album in studio, The Secret of Us, pubblicato il 21 giugno 2024, raggiunge la posizione 2 nella Billboard 200 e la posizione 1 nella Official Charts, diventando il suo debutto più alto in entrambe le classifiche.

## Biografia
Nata e cresciuta a Los Angeles, California, Abrams è la figlia di J. J. Abrams, regista, e Katie McGrath, produttrice cinematografica e televisiva, ed ha due fratelli, Henry e August. Ha frequentato la Archer School for Girls. Dopo essersi diplomata nel 2018, Abrams ha studiato relazioni internazionali al Barnard College ma si è presa una pausa dopo il suo primo anno per concentrarsi sulla musica. La famiglia di suo padre è ebrea, mentre l'origine di sua madre è cattolica irlandese.

### Carriera

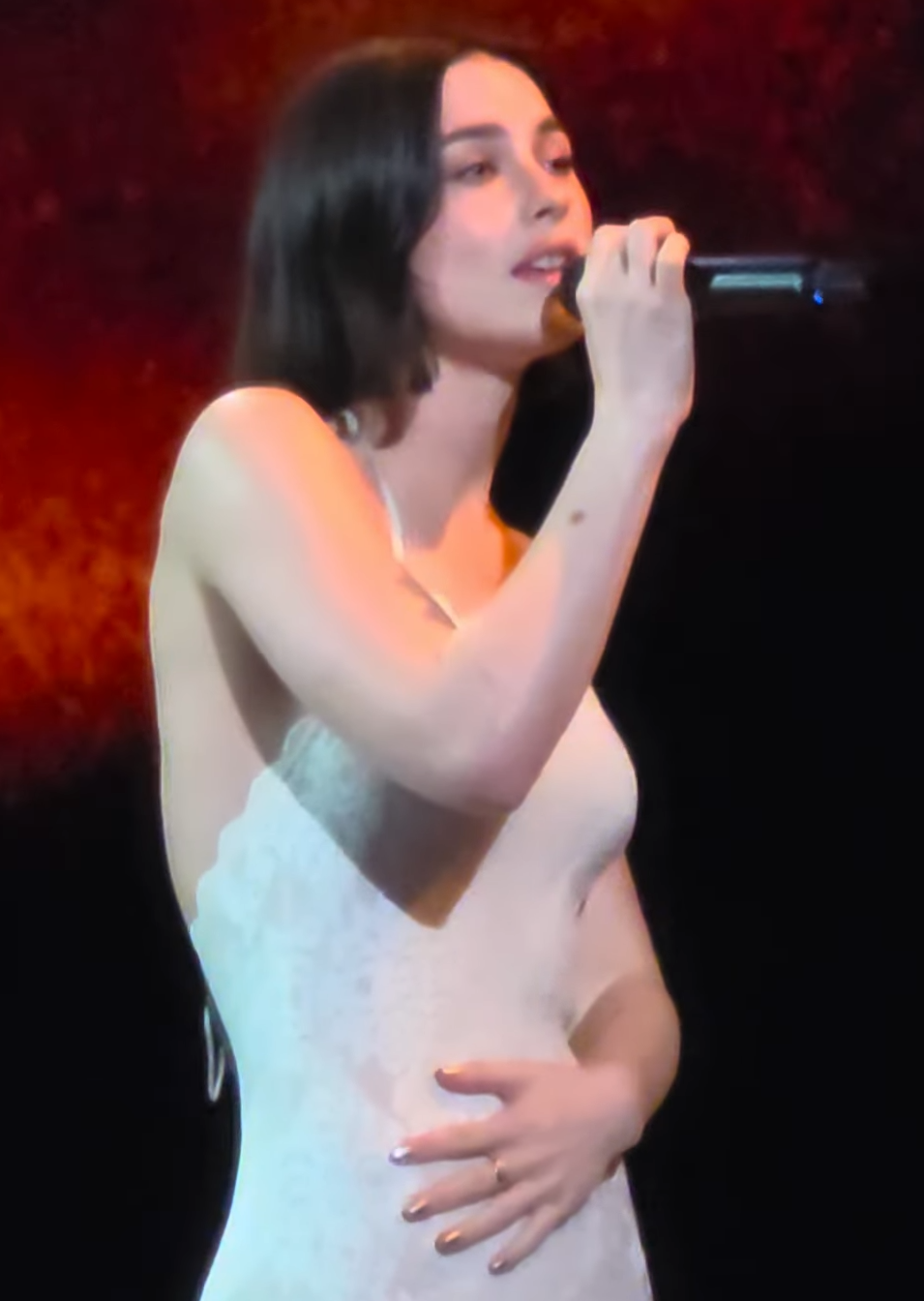
Gracie Abrams mentre si esibisce al concerto di beneficenza FireAid, 30 gennaio 2025

Nell'ottobre 2019, Gracie Abrams ha pubblicato il suo singolo di debutto, Mean It, sotto la Interscope Records.
Il 14 luglio 2020, Abrams ha pubblicato il suo EP di debutto, Minor. L'EP è stato supportato da diversi singoli, tra cui I Miss You, I'm Sorry e Friend.
Il 24 marzo 2021, Abrams ha pubblicato un nuovo singolo con Benny Blanco intitolato Unlearn. Il singolo fa parte dell'album Friends Keep Secrets 2 dello stesso Blanco.
Il 7 maggio 2021, Abrams ha pubblicato il singolo Mess It Up insieme al suo video musicale. Nell'ottobre 2021, Abrams ha pubblicato il singolo Feels Like, anch'esso accompagnato dal video musicale, e poi il brano Rockland, prodotto da Aaron Dessner.
Il 1º novembre 2021, Abrams ha annunciato il suo secondo EP, This Is What It Feels Like, pubblicato il 12 novembre 2021. Il progetto include i precedenti singoli Feels Like e Rockland.
Nel 2022 la cantante ha aperto le tappe americane del Sour Tour di Olivia Rodrigo. L'8 aprile del 2022 è stato rilasciato il singolo Block Me Out, mentre il 7 ottobre è la volta di Difficult. Viene in seguito annunciato che Abrams aprirà diverse tappe in Nord America del The Eras Tour di Taylor Swift nel 2023.
Nel gennaio 2023 la cantante annuncia l'uscita del suo primo album in studio intitolato Good Riddance, prevista per il 24 febbraio. Il primo singolo estratto da esso, Where Do We Go Now?, viene rilasciato il 13 gennaio. Abrams annuncia inoltre il Good Riddance Tour, che inizierà nella primavera dello stesso anno, i cui biglietti sono andati sold out in meno di un'ora. Il 16 giugno esce la versione deluxe dell'album, con quattro tracce in più rispetto alla versione standard uscita a febbraio.
Il 10 novembre 2023 viene nominata per la prima volta ai Grammy Awards nella categoria "Best New Artist".
Il 1º dicembre 2023 collabora con Noah Kahan nel remix della canzone Everywhere, Everything, che segna la sua prima canzone ad entrare nella Billboard Hot 100, alla posizione 79.
Il 29 aprile 2024 Abrams annuncia il suo secondo album in studio, The Secret of Us, la cui uscita é prevista per il 21 giugno 2024. Il primo singolo estratto é Risk, pubblicato il 1º maggio. In seguito, viene annunciato il The Secret of Us Tour, il cui inizio é previsto nel settembre dello stesso anno negli Stati Uniti, fino a raggiungere l'Europa nel febbraio del 2025, con una data anche in Italia, il 25 febbraio ad Assago.
Il 18 ottobre 2024 esce la versione deluxe dell’album con 4 nuove tracce e 3 versioni dal vivo di singoli già presenti nell’album originale. La traccia That's So True ottiene un grande successo mondiale, venendo estratta come singolo e raggiungendo la vetta della Official Singles Chart e la top ten della Billboard Hot 100.
Nel novembre 2024 Us, un duetto con Taylor Swift presente nel suo secondo album in studio, ottiene la candidatura per il Grammy Award alla miglior interpretazione pop di un duo o un gruppo.

## Stile musicale e influenze
Abrams ha citato Taylor Swift, Joni Mitchell, Lorde, Phoebe Bridgers, Simon & Garfunkel, Elvis Costello, Bon Iver, Elliott Smith, Kate Bush, the 1975 e James Blake come le sue principali influenze musicali.
Taylor Swift, Phoebe Bridgers, Lorde, Post Malone e Billie Eilish hanno tutti espresso la loro ammirazione per Gracie Abrams.

## Vita privata
Dal 2017 al 2022 ha avuto una relazione con il cantautore Blake Slatkin. Dopo una presunta relazione con l'attore Dylan O'Brien nel 2022 e aver frequentato il DJ Hayes Bradley nel 2023, dal 2024 ha una relazione con l'attore irlandese Paul Mescal.

## Discografia
- 2023 – Good Riddance
- 2024 – The Secret of Us

## Tournée

### Artista principale
- 2021 – I've Missed You, I'm Sorry Tour
- 2022 – This Is What It Feels Like Tour
- 2023/24 – Good Riddance Tour
- 2024/25 – The Secret of Us Tour

### Artista d'apertura
- Sour Tour di Olivia Rodrigo (2022)
- The Eras Tour di Taylor Swift (2023/24)